# Emil Jula
Emil Gabriel Jula (n. 3 ianuarie 1980, Cluj-Napoca, România – d. 22 august 2020) a fost un fotbalist român care a jucat la echipe precum Energie Cottbus, Oțelul Galați, Universitatea Cluj, MSV Duisburg, TuS Bersenbrück pe postul de atacant.
Emil Jula a debutat în prima ligă a fotbalului românesc pentru Universitatea Cluj pe 17.10.1998 în meciul pierdut de clujeni împotriva lui  FC Național București.
În 2006 a semnat cu Oțelul Galați din postura de jucător liber de contract, echipă pentru care a evoluat timp de doi ani mai apoi plecând în Germania la Energie Cottbus. După trei ani petrecuți la Cottbus acesta a plecat la MSV Duisburg gruparea la care nu a mai reușit să se impună fiind împrumutat pe rând la Anorthosis Famagusta sau VfL Osnabrück.
Din 1 iulie 2013 acesta a semnat cu Ceahlăul Piatra Neamț din postura de jucător liber de contract unde a reușit să marcheze 3 goluri în 23 de meciuri.
Din 18 iunie 2014 acesta a semnat un contract pe un an cu gruparea Universitatea Cluj. În finalul carierei a jucat pentru echipa TuS Bersenbrück pe postul de atacant.